# Гунмяоцзи
Гунмяоцзи (кит. 公庙子站, пін. Gōngmiàozǐ Zhàn) — залізнична станція в КНР, розміщена на Баотоу-Ланьчжоуській залізниці між станціями Байяньхуа і Улашань. Від станції відходить лінія до станції Сіяньцзін (Улашань-Сінійська лінія).
Розташована в хошуні Урад – Передній стяг міського округу Баяннур (автономний район Внутрішня Монголія).